# Bisulfiet

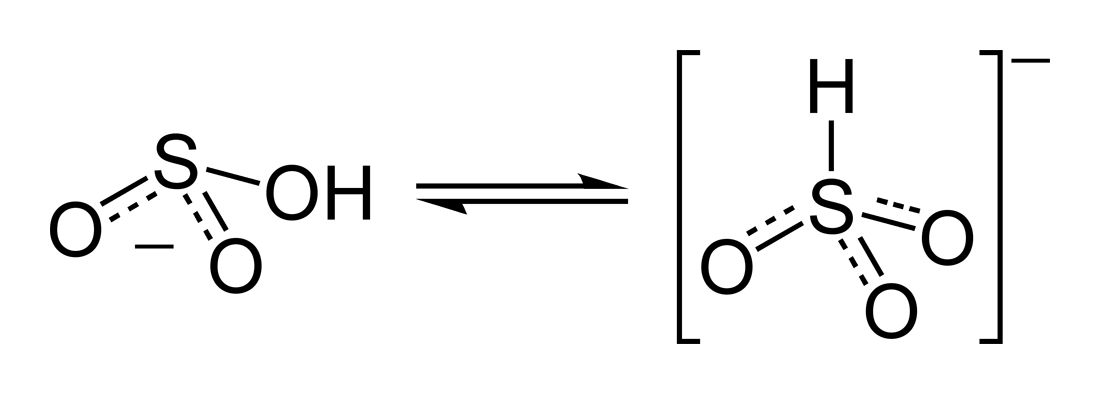
Evenwichtsreactie van twee tautomeren van bisulfiet

Het bisulfiet-ion (volgens IUPAC ook wel waterstofsulfiet) is het anion met als brutoformule HSO3–. Bisulfietzouten, zoals natriummetabisulfiet, lossen zeer goed op in water en hydrolyseren daarbij tot natriumwaterstofsulfiet NaHSO3.
Bisulfiet kan in twee tautomere vormen voorkomen door verschuiving van het waterstofatoom. Bij de ene tautomeer is deze gebonden aan een van de drie zuurstofstomen; bij de andere vorm bevindt deze zich aan het zwavelatoom. Dit is een snel evenwicht, maar beide vormen kunnen individueel waargenomen worden via spectroscopische technieken, zoals 17O-NMR.